# Fremdenrecht
Als Fremdenrecht bezeichnet man das Sonderrecht eines Landes für Nicht-Staatsbürger. Das Fremdenrecht benachteiligt diese dabei meist, aber nicht immer, gegenüber den Personen mit Staatsbürgerschaft. Darüber hinaus wird der Begriff des Fremdenrechts auch für den fremdenrechtlichen Mindeststandard des Völkergewohnheitsrechts verwendet.

## Fremdenrecht als nationales Recht
Neben dem Ausländerrecht, das den Status von Ausländern, die sich im Staatsgebiet aufhalten, regelt, finden sich fremdenrechtliche Vorschriften nur noch vereinzelt in anderen Rechtsgebieten:
- Im Recht des Geistigen Eigentums gewähren Reziprozitätsklauseln Rechte Ausländern oft nur, wenn deren Staaten ähnlichen Schutz gewährleisten.
- In Internationalen Verträgen oder im Europarecht führt ein Meistbegünstigungsprinzip gelegentlich zur Bevorzugung von Ausländern (Inländerdiskriminierung).
- Im Internationalen Privatrecht hängt das anwendbare Recht, insbesondere im Familienrecht, oft von der Staatsbürgerschaft ab.

## Fremdenrecht als Teil des Völkergewohnheitsrechts
Während ein Staat grundsätzlich berechtigt ist, Regelungen für auf seinem Hoheitsgebiet befindliche ausländische Personen als nationales Fremdenrecht zu treffen, unterliegt er gleichzeitig einer Reihe völkergewohnheitsrechtlicher Verpflichtungen bezüglicher Fremder. Die Existenz solcher Verpflichtungen, die auch als internationaler Mindeststandard bezeichnet werden, wurde im 20. Jahrhundert insbesondere von den Vertretern der Calvo-Doktrin bestritten.
Inhaltlich betrifft das völkergewohnheitsrechtliche Fremdenrecht insbesondere die Rechtsfähigkeit des Individuums, das Sklavereiverbot, die körperliche Integrität sowie den Schutz vor entschädigungslosen Enteignungen. Die praktische Relevanz des völkergewohnheitsrechtlichen Fremdenrechts für das Individuum ist allerdings vergleichsweise gering: Zum einen wird bereits bestritten, dass es sich überhaupt um subjektive Rechte des Individuums handelt und nicht lediglich um ein Recht des Heimatstaates. Darüber hinaus können Ansprüche jedenfalls nur durch diplomatischen Schutz geltend gemacht werden, weil es an einer prozessualen Durchsetzungsmöglichkeit für Individuen fehlt.